# Želva myší
Želva myší (Gopherus polyphemus) je plaz z čeledi želvovití (Testudinidae), jenž se přirozeně vyskytuje v jihovýchodních Spojených státech amerických. Je to středně velký druh, o délce karapaxu asi 23 až 28 cm a průměrné hmotnosti asi 5,5 kg. Plastron je zbarven matně žlutou a světle hnědou barvou, podlouhlý karapax má zbarvení hnědé, bronzové či šedé.
Želva myší je suchozemský druh želvy preferující stanoviště se suchými písčitými půdami, hustou nízko rostoucí vegetací a řídkým stromovým baldachýnem. Živí se trávou, plody, houbami a další rostlinnou potravou, přičemž v ekosystému plní úlohu rozptylovače semen. Nejaktivnější je během teplých měsíců, nicméně většinu času tráví skryta ve vyhrabaných norách, které mohou být i několik metrů hluboké a poskytují ochranu před predátory a příjemné mikroklima. Mohutné končetiny želvy myší jsou dobře přizpůsobeny kopání v zemi a želva tak za rok vyhloubí a užívá mnoho nor. Tato podzemní doupata také představují úkryt pro asi 360 dalších severoamerických druhů, včetně žab, hadů, sýčků, hlodavců a mnoha bezobratlých.
Rozmnožování probíhá v období od března do prosince. Želvy myší kladou průměrně šest vajíček, jimž dále není poskytována žádná rodičovská péče. Za 80 až 100 dní (v závislosti na zeměpisné šířce) se z nich vylíhnou mláďata, přičemž jejich pohlaví závisí na okolní teplotě. Mláďata dospívají pomalu – 10 až 20 let – a jen asi 3 až 5 % z nich se dožije dospělosti. V zajetí se však mohou dožít i více než 100 let.
Želvy myší vyžadují velké neroztříštěné plochy nezastavěné půdy a významnou hrozbu tedy představuje především ztráta stanovišť. Velké množství želv uhyne na silnicích, které protínají jejich přirozený biotop. Mezinárodní svaz ochrany přírody (IUCN) vede druh jako zranitelný.